# Gulden Librije
De Gulden Librije is een unieke boekencollectie van ongeveer 3.500 Nederlandstalige vertalingen van Griekse en Latijnse teksten uit de oudheid die door KU Leuven Bibliotheken wordt beheerd en in open rek te consulteren is in Artes Erasmushuis.

## Geschiedenis
In 1963 werd in het Huis der Vlaamse Leergangen op de hoek van de Boekhandelstraat en de Muntstraat in Leuven een verzameling van naar het Nederlands vertaalde Griekse en Latijnse schrijvers ondergebracht. De Vlaamse Leergangen had als doel Nederlandstalige colleges aan de universiteit in te richten en initiatieven ter bevordering van het Vlaamse universitaire onderwijs en onderzoek te steunen. De verzameling kreeg de naam Gulden Librije, naar de naam van het gebouw wat oorspronkelijk op de plaats van het Huis der Vlaamse Leergangen stond.
De Gulden Librije ontstond op initiatief van classicus en papyroloog Willy Peremans, die de collectie tot 1973 beheerde. Met de verzameling wilde hij een brug slaan tussen de universiteit en het grote publiek. De opzet was Nederlandse vertalingen van Griekse en Latijnse klassieken te verzamelen en beschikbaar stellen en vertaalonderzoek te stimuleren. Het project kreeg morele ondersteuning van de academische overheid, praktische hulp van Leuvense classici en financiële middelen van Vlaamse Leergangen. Die laatste steun viel in 1990 weg. Van 1990 tot 1992 kreeg de Gulden Librije financiële steun van C&A België en vervolgens ontving ze van tijd tot tijd toelagen, onder meer van het Comité Feestalbum Welkenhuysen en de afdeling Latijnse Filologie.

## Beheer
Bezieler van het project, Willy Peremans, beheerde de collectie tot 1973. Zijn opvolger was Andries Welkenhuysen. Sinds 1990 staan wetenschappelijke medewerkers van de afdeling Latijnse literatuurwetenschap van de faculteit Letteren in voor het beheer. Van 2007 tot 2022 was Jan Papy het academisch aanspreekpunt, sinds 2022 neemt Reinhart Ceulemans deze functie waar.